# 바부르
자히르 알딘 무함마드 바부르(우르두어: ظہیرالدین محمد بابر, 힌두어: ज़हीरुद्दीन मुहम्मद बाबर, 1483년~1530년)는 무굴 제국의 초대 황제이다. 그는 각각 아버지와 어머니를 통해 티무르와 칭기스 칸의 혈통을 물려받았다. 페르가나 안디잔 출신의 모험가로서, 여러 차례 실패를 경험했으나, 우여곡절 끝에 결국 1504년 아프가니스탄의 카불에서 왕국을 세우는데 성공했다. 카불 전투에서 승리한 바부르는 그후 기세등등했지만 연이은 실패로 북인도로 눈을 돌렸고, 그곳에서 군대를 모아 1526년까지 인근 지역을 정복한 뒤, 몰락한 로디 왕조를 멸망시켜 무굴 제국을 건국했다. 파니파트 전투에서, 그는 몽골-튀르크 기병들과 터키산 대포의 막강한 화력, 그리고 그의 기발한 통솔력 및 전술로 로디 왕조의 병사들과 코끼리들을 혼란스럽게 만들었으며, 단 6시간 만에 대승을 거둔다. 그후 칸와 전투에서 라지푸트족을 몰아내는 성과도 이루기도 한다. 이후에도 북인도 지방을 안정시키기 위해서 노력하던 그는 1530년에 열병으로 사망했다. 그의 자서전이 남아 있다.
바부르의 혈통은 티무르와 차가타이-튀르크계에 속했으나, 주변의 환경, 문화, 교육 등은 페르시아 문화의 영향을 많이 받았기에 그는 그 문화를 존중했고, 이는 페르시아 문화가 인도아대륙에 전파되는 계기가 되었다. 또, 페르시아 문화는 그로 하여금 훌륭한 문학적, 예술적 기질과 사료 편찬 기술을 갖추게 해주었다.

## 배경 및 초기 생애
바부르는 1483년 2월 14일 페르가나의 안디잔에서 태어났다. 그는 페르가나 계곡을 통치하던 우마르 셰이크 미르자 2세(티무르 제국의 7대 군주 아부 사이드 미르자의 아들, 티무르의 5대손)의 장남이자, 모굴리스탄 칸국의 칸이었던 유누스 칸의 딸인 쿠틀룩 니가르 카눔(칭기스 칸의 15대손)의 아들이었다. 즉, 부계 쪽으로나 모계 쪽으로나 위대한 정복군주들의 혈통을 이어받았던 것이다.
바부르는 몽골에서 기원했지만 튀르크-페르시아 전통을 받아들이고, 수 세기 전에 이슬람으로 개종하여 호라산과 투르키스탄에 정착한 바를라스 부족 출신이었다. 그는 티무르 제국 엘리트층의 언어였던 고전 페르시아어와, 문학어였던 차가타이어에도 유창했다.
그의 삼촌인 마흐무드 칸과 아흐마드 칸과 같은 바부르의 친척 중 일부는 바부르가 몽골인이라고 인정해 주었으며, 그에게 몽골 군대를 빌려주기도 했다. 따라서 바부르는 명목상의 몽골인(페르시아어로 Moghul)이었지만, 중앙아시아의 튀르크족과 페르시아인들로부터 많은 지지를 받았고, 다양한 민족으로 이루어진 군대를 모집할 수 있었다. 그의 군대에는 사르트인, 타지크인, 아프간인, 아랍인은 물론, 바를라스인과 차가타이 튀르크-몽골인도 포함되어 있었다.

## 중앙아시아의 통치자

### 페르가나의 통치자로서
1494년 아버지 우마르 셰이크 미르자 2세가 사망하자, 바부르는 11살의 나이로 페르가나의 통치자가 되었다. 그러나 그의 아버지에게 적대적이었던 이웃 왕국 출신의 삼촌 두 명과, 그의 동생 자한기르를 왕으로 올리려는 귀족들이 그의 왕위를 위협했다. 바부르가 왕위를 지킬 수 있었던 것은 그의 외할머니였던 아이산 다울랏 베굼의 도움 덕분이었지만, 운도 조금 있었다.
당시 바부르의 왕국 주변의 대부분의 영토는 티무르나 칭기즈 칸의 후손인 그의 친척들에 의해 통치되고 있었고, 끊임없이 갈등을 겪었다. 이런 상황에서 바부르가 권력을 공고히 할 수 있는 가장 좋은 방법은 자신의 능력을 증명하는 것이었다. 마침 그의 라이벌 왕자들이 바부르의 친사촌이 통치하고 있던 사마르칸트를 공격하고 있었다. 바부르는 그의 조상 티무르의 영광을 재건하고자 하는 큰 야망을 지니고 있었으므로, 이것은 좋은 기회였다. 1497년, 그는 사마르칸트를 7개월 동안 포위한 후 결국 함락시켰다. 15살이었던 바부르에게는 큰 성과였다.
하지만 바부르가 사마르칸트를 점령하러 떠난 사이, 귀족들이 그의 동생을 왕위에 올리고 반란을 일으켰다. 설상가상으로 페르가나를 되찾기 위해 돌아가던 중, 바부르는 라이벌 왕자에게 사마르칸트마저 빼앗겨 버렸다. 그는 사마르칸트를 100일 동안 통치했었는데, 훗날 인도 정복 뒤 바부르는 이 시기가 가장 비참했었다고 회고했다.
3년 동안, 바부르는 특히 바다흐샨의 타지크인들을 대거 모집하면서 강력한 군대를 육성하는 것에 집중했다. 1500~1501년 사이에 그는 다시 사마르칸트로 진격하여, 실제로 도시를 잠시 점령하는데 성공했다. 그러나 우즈베크인의 군주이자 샤이반 왕조의 칸인 무함마드 샤이바니가 나타나 그를 포위하면서 위협했다. 결국 바부르는 사마르칸트를 포기하는 것은 물론, 그의 여동생인 칸자다 베굼을 샤이바니의 아내로 내주어야 했다. 그의 평생의 숙원이었던 사마르칸트는 그렇게 다시 상실되었다. 그 후 그는 페르가나를 되찾으려고 했지만, 전투에서 패배하고 소수의 추종자들과 함께 중앙아시아의 산맥들을 전전하며, 지역 부족들에게 몸을 의탁했다. 1502년에는 페르가나 수복에 대한 희망마저 버리고 외삼촌이 통치하던 타슈켄트에 갔지만, 그곳에서 그는 그리 환영받지 못하는 자신을 발견했다. 이때의 회고록에는 "나는 타슈켄트에 머무는 동안 온갖 가난과 굴욕에 시달렸다. 나라도, 희망도 없다."라고 적혀 있다.

### 카불의 통치자로서
당시 카불은 바부르의 친삼촌인 울루그 베그 2세가 통치했는데, 그는 자신의 어린 아들인 압둘 라자크를 후계자로 남긴 채 사망했다. 압둘 라자크는 곧 그의 신하 중 한 명에게 찬탈당했고, 혼란의 시기가 뒤따랐다. 울루그 베그 2세의 사위인 무함마드 무킴 아르군이 최종적으로 왕위를 차지했으나, 시민들은 그가 왕이 되는 것에 반대했다. 이에 1504년 바부르는 눈 덮인 힌두쿠시 산맥을 넘어 카불을 점령할 수 있었다. 이로써 그는 새로운 왕국을 얻었고, 그의 운명을 다시 쓸 수 있게 되었다.
그러나 카불 왕국은 산악 지대였기 때문에 경제가 매우 빈곤했다. 따라서 바부르는 풍요로운 인도 지방으로 눈길을 돌렸고, 1505년에 카이베르 고개를 건너 첫 번째 인도 원정을 시작했다. 그의 회고록에서, 그는 "힌두스탄에 대한 나의 열망은 변함이 없었다. 우리가 카불에서 힌두스탄을 향해 말을 탔던 시기는, 태양이 물병자리 위치에 있는 쉐아반(Sha'ban)의 달이었다."라고 말했다.
같은 해, 바부르는 같은 티무르 왕조의 일원이자 그의 먼 친척인, 헤라트의 술탄 후세인 바이카라와 연합하여 공통의 적인 무함마드 샤이바니에게 대항하고자 했다. 그러나 이 연합은 1506년에 후세인 바이카라가 사망하고, 그의 두 아들(바디 알자만, 무자파르)들이 서로 왕위를 차지하기 위해 싸우자 무산되었다. 이때 바부르는 잠시 헤라트에 머물렀는데, 그곳은 동부 이슬람 세계의 문화적 중심지이자 티무르 르네상스의 총본산으로서 대단히 융성하고 있었다. 그는 도시의 악덕과 사치는 싫어했지만, 도시의 지적 풍부함에는 크게 감탄했다. 또한 여기서 바부르는 차가타이어를 문학어로 쓰도록 장려한 시인 알리셰르 나보이의 작품을 알게 되었다. 이것은 훗날 바부르가 자신의 회고록을 작성할 때 차가타이어를 사용했다는 것에 영향을 주었을 수 있다. 바부르는 그곳에서 2달 동안 머물다가 떠났고, 나중에 헤라트는 샤이바니에게 함락당했다.
바부르는 헤라트가 함락당한 후 티무르 왕조의 유일한 통치자로 부상했고, 샤이바니의 침공으로 권력과 왕국을 잃어버린 수많은 티무르 왕족들이 카불의 바부르에게 의탁하기 시작했다. 그리하여 바부르는 이때부터 스스로를 파디샤(황제/왕중왕)으로 칭했다. 하지만 그가 파디샤를 칭했다고 해도 티무르 제국 본토 대부분이 우즈베크인들의 손에 넘어갔으며, 카불 왕국은 위험에 처해 있었고, 샤이바니는 여전히 위협적이었다. 그러던 1510년, 샤이바니가 사파비 제국의 이스마일 1세에게 패배하고 살해당하면서 상황이 달라졌다.
바부르와 남은 티무르 왕족들은 이 기회를 이용해 조상들의 영토를 되찾고자 했다. 그 후 몇년 동안, 바부르와 이스마일 1세는 중앙아시아를 평정하기 위해 동맹 관계를 맺었다. 형인 나시르 미르자를 남겨두고 중앙아시아로 떠난 바부르는, 마침내 부하라와 사마르칸트를 함락시키는 데에 성공했다. 그러나 1512년에 우바이둘라 칸이 이끄는 우즈베크인들에게 재차 패배함으로써, 세 번째로 사마르칸트를 빼앗기고 말았다.
다만 원정에서 아무런 성과가 없었던 것은 아니었는데, 바부르는 이전에 샤이바니에게 넘겨 주었던 자신의 여동생 칸자다 베굼과 재회할 수 있었다. 1514년, 바부르는 카불로 귀환했고, 그로부터 약 11년 동안 아프가니스탄의 몇몇 부족들과 귀족, 티무르 왕족들이 일으키는 반란을 진압하거나 동부 산맥을 가로질러 인도를 약탈하는 것에만 집중했다. 바부르는 비교적 평화로운 시대였음에도 불구하고, 그의 군대를 열심히 훈련시키고 최신 전술을 학습시키기 시작했다.

### 오스만 제국과의 관계
1512년에 바부르가 우즈베크인들에게 패배했을 때, 그는 오스만 제국이 우즈베크인들에게 화승총(matchloak)과 대포 등 강력한 화약 무기를 지원해주었다는 것을 알게 되었다. 우즈베크인들을 물리치고 고토를 수복하여 티무르 제국을 재건하려는 바부르에게, 그들을 지원하는 오스만 제국은 큰 방해물이었다. 따라서 바부르와 오스만 제국과의 관계는 그리 좋지 않았고, 공식적인 외교 관계를 맺으려는 시도조차 하지 않았다. 그 이전인 1507년에도, 오스만 제국의 술탄 셀림 1세가 바부르에게 복속을 요구하는 서신을 보내는 일이 있었는데, 바부르는 이를 단칼에 거절했다.
그러나, 사파비 제국이 분열되어 있던 페르시아를 통일하고 오스만 제국의 동부를 위협하자, 셀림 1세는 바부르가 사파비 제국을 지원할 것을 우려했다. 그래서 1513년에 셀림 1세는 바부르와 화해하는 한편, 포병 부대의 지휘관인 우스타드 알리 쿨리(Ustad Ali Quli)와 화승총부대 지휘관인 무스타파 루미(Mustafa Rumi)를 파견해주었다. 이후 바부르와 오스만 제국의 관계는 급속도로 호전되었고, 이는 훗날 무굴-오스만 관계의 초석이 되었다.
바부르는 오스만 제국의 지원을 바탕으로 그의 군대에 화약 무기를 사용하는 전술을 도입하여 전투력을 증강시켰다. 이것은 훗날 바부르가 인도를 정복하는 것에 큰 도움이 될 것이었다.

## 인도 정복

### 펀자브 정복
세 번이나 사마르칸트를 잃어버린 바부르는, 티무르 제국의 옛 고토 수복이라는 원대한 꿈을 버리고, 대신 북인도 정복에 관심을 기울이기 시작했다. 그의 회고록에는 "그럴 힘과 세력이 있는 상황에서, 우리는 우리 자신들을 위한 어떠한 장소를 생각해야 했고, 이 위기와 시간의 균열에서 우리와 강한 적들의 사이에 더 넓은 공간을 마련해야 했다."라고 기록되어 있는데, 이를 보았을 때 바부르가 북인도로 목표를 바꾼 것은 우즈베크인들의 위협을 피하려는 목적도 있었던 듯 하다. 1519년, 바부르는 오늘날 파키스탄의 체나브 강에 도달했고, 1524년까지 펀자브 일대를 정복함으로써 영토를 확장해나갔다.
당시 북인도의 대부분은 델리 술탄국의 로디 왕조가 통치하고 있었는데, 로디 왕조는 이브라힘 로디의 즉위 이후 점차 무너지고 있었다. 이브라힘 로디는 군사적 재능이나 개인적인 무력 측면에서는 뛰어났지만, 결단과 행동이 무척 성급하고 경솔했다. 또한 행정부를 조정하고 군사력을 늘리지 않은 상태에서 왕권을 강화하고 귀족들의 세력을 억누르려는 그의 정책은 대단히 시기상조였으며, 분명하게 실패로 끝났다. 오히려 이는 귀족들의 반발심만 불러 일으켰다. 결국 이브라힘은 그에게 반대하는 세력들이 일으킨 수많은 반란에 직면해야 했다.

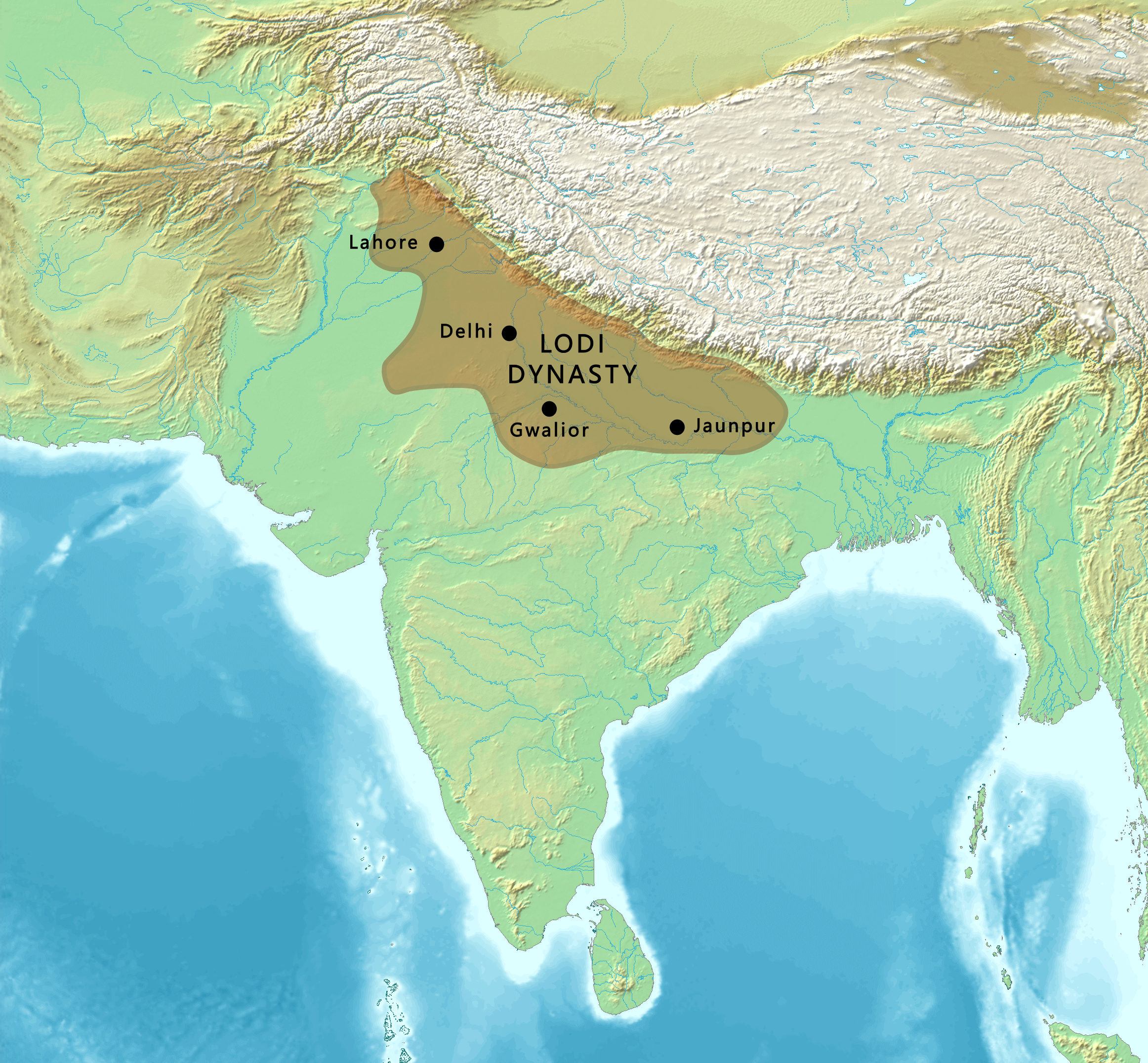
16세기 초의 로디 술탄국. 아프간 계통의 로디족이 세운 델리 술탄국의 마지막 왕조로서 3대 75년 동안 존속했다.

그러나 이브라힘은 거의 10년 이상 반란을 막아냈다. 이에 반란 세력 중 하나인 펀자브 총독 다울라트 칸과 이브라힘 술탄의 삼촌 알라 웃 딘은 바부르에게 군사 지원을 요청했다. 이를 수락한 바부르는 1524년 라호르로 출발했는데, 다울라트 칸은 그 사이 이브라힘 로디의 진압군에게 패배하고 쫒겨나 있었다. 바부르가 라호르에 도착했을 때 받은 것은 다울라트 칸의 환영 인사가 아니라 로디 군의 공격이었다. 바부르는 이에 대한 보답으로 이틀 동안 라호르를 불태운 뒤, 디발푸르로 진군하여 단숨에 함락시키고는 알람 칸을 총독으로 임명했다.
이후 바부르는 알람 칸과 다울라트 칸에게 3만 군사를 주어 이브라힘과 맞서게 했으나, 오히려 그들은 이브라힘에게 패배하고 도망쳐버렸다. 이에 바부르는 자신이 펀자브를 정복하려는 것을 이브라힘이 가만히 놔두지 않을 것이라는 것을 알고, 그와의 일전을 준비했다.

### 파니파트 전투
이브라힘 로디와의 결전을 몇 달 앞둔 1525년 11월, 페샤와르에 있던 바부르는 다울라트 칸이 배신했다는 소식을 들었다. 이후 바부르는 라호르로 진군하여 다울라트 칸의 군대를 쓸어버렸고, 다울라트 칸은 항복한 뒤 사면되었다. 그리하여, 바부르는 인더스 강을 건넌 지 3주 만에 펀자브 전역을 통치하게 되었다.
그 뒤 1526년 4월이 되자, 바부르는 이브라힘 로디와 결판을 내기 위해 자신의 군대를 이끌고 남하하였다. 시르힌드를 거쳐 델리로 진군하던 바부르는 델리에서 약 150km 떨어진 파니파트(Panipat)에 도착했고, 그곳에서 이브라힘의 군대를 맞아 싸울 준비를 시작하였다.
바부르의 군세는 그가 인더스 강을 건널 무렵에 약 1만 2천 병력을 가지고 있었다고 기록되어 있다. 행군 과정에서 군세가 줄어들었을 수도 있지만, 펀자브에 배치해둔 수비 병력이 합류하고, 일부 지방 토호들이 가담함에 따라 파니파트에 이르렀을 때 그의 군세는 오히려 증가한 것으로 판단된다. 병력 대부분은 몽골-튀르크계 경기병과 궁수였지만, 일부는 화승총 사수들과 포병과 같은 전근대적인 병종이 포함되어 있었다.

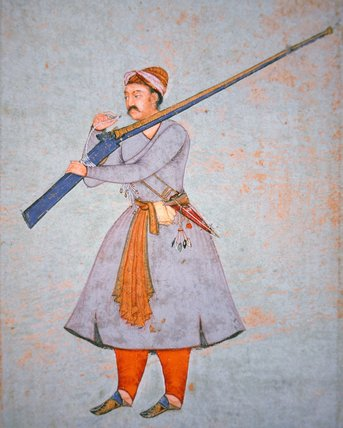
단도와 화승총으로 무장하고 있는 무굴 제국의 장교. 바부르는 당시 인도에 화약 무기를 도입한 최초의 군주였다.

한편 이브라힘 로디의 군세는, 바부르의 자서전인 『바부르 나마』에 의하면 10만의 병력과 1천 마리의 전투 코끼리를 보유하고 있었던 것으로 보인다. 그러나 몇몇 다른 기록들은 이브라힘의 군세를 4~5만의 병력과 100마리의 전투 코끼리로 훨씬 적게 제시하고 있는데, 이는 아마도 이브라힘의 실제 군세를 반영했거나, 아니면 바부르의 위업을 깎아 내리려는 의도로 보인다. 하지만 이를 감안해도 바부르 군대보다는 여전히 숫적으로 우위에 있었다. 로디 군의 주 병기는 전투 코끼리였고, 나머지 병력들은 아프간계 중기병과 돈으로 고용한 용병들, 지방 토호들이 제공한 전사 등 봉건 시대의 병종들이 대부분이었다.
바부르의 군대는 평원 지대에 포진했는데, 바부르는 좌익은 파니파트 시가지에 배치하였고 우익은 강을 끼고 목책과 참호를 구축하여 방어하도록 했다. 또한 바부르는 새로운 전술 2가지를 채택하고 있었는데, 이는 이브라힘 로디가 알지 못했을 뿐만 아니라 전투의 향방을 결정지을 수 있을 정도로 중요했다.
첫 번째는 '툴루그마(tulughma)'인데, 이것은 그의 군대를 좌군, 후좌군, 우군, 후우군, 중군 등 세부적으로 잘게 쪼개어 편성하는 전술이다. 바부르의 계획은 기동성이 뛰어난 후우군과 후좌군이 전장을 재빨리 우회하여 적의 후위를 공격하고, 그들을 아군 측 전위로 밀어붙인 뒤 중군과 좌, 우군이 포위 섬멸 하는 것이었다.
두 번째는 '아라바(araba)'로, 수레를 동물 가죽으로 만든 밧줄로 묶어 연결함으로써 임시 방벽을 만드는 것이다. 사실 이는 1514년 오스만 제국이 찰디란 전투에서 사파비 제국과 맞설 때 사용한 전술로, '오스만 방식'으로도 알려져 있었다. 각 수레들 사이에는 충분한 여유 공간을 두고, 뒤에는 방패와 화승총 사수들, 궁수들이 배치되었다. 그보다 더 뒤에는 강력한 화력을 쏟아부을 수 있는 대포가 있었고, 마지막으로 후위에는 유사시에 신속하게 출격할 수 있는 기병들이 배치되었다. 이때, 임시 방벽은 적들의 공격을 효과적으로 방어해줄 뿐만 아니라 방벽 뒤에 있는 아군의 장전 시간을 확보하는 역할도 겸했다.
바부르의 가장 큰 고민은 어떻게 로디 군이 선제공격을 하게 유도할 것인가 하는 문제였다. 4월 12일에 로디 군이 파니파트에 도착했지만, 그들은 적극적으로 싸우려는 기미를 보이지 않았다. 양군은 서로 마주보며 포진한 채로 7일을 보내고 있었다. 매일 바부르의 기병이 달려나가 화살을 퍼부어 적의 공세를 유도하였으나, 로디 군은 잘 걸려들지 않았다.
급해진 것은 바부르였다. 결국 바부르는 4000~5000명의 정예병들을 선발하여 로디 군 진영에 대한 대규모 야습을 감행하기로 했다. 이러한 야습은 적들의 전면공격을 야기할 수 있을 터였다. 그러나 야습 부대는 어둠 속에서 공격할 곳을 찾지 못하고 흩어졌는데, 그들이 다시 전열을 정비하였을 때는 적에 진영에 너무 가까이 다가가 발각된 뒤였다. 이때 로디 군이 바부르를 공격했다면 전투는 이브라힘의 승리로 끝났겠지만, 로디 군은 준비가 제대로 되어 있지 않아 이 기회를 살릴 수 없었다. 로디 군이 전열을 가다듬는 틈을 타서 바부르의 야습 부대는 무사히 돌아올 수 있었다. 별 이득을 보지 못했던 바부르군은 4월 20일 밤에 로디 군이 야습을 하는 것으로 착각하고 대소동을 벌여 진을 빼기도 했다.
4월 21일 아침, 마침내 이브라힘 로디가 지휘하는 대군세가 진영을 떠나 바부르 측으로 진격하기 시작했다. 이브라힘 로디는 우세한 병력과 전투 코끼리들의 위력을 자신하고, 바부르 군의 전면을 공격하도록 명령했고, 한편으로 좌익과 우익의 기병들에게 적들의 측면을 치도록 했다. 바부르군은 적군의 공격을 막기 위해 대포와 화승총을 쏘았는데, 이에 놀란 전투 코끼리들은 우왕좌왕하며 앞으로 가지 못했다. 즉, 로디군의 주 병기였던 전투 코끼리가 결과적으로 무력화된 것이었다.

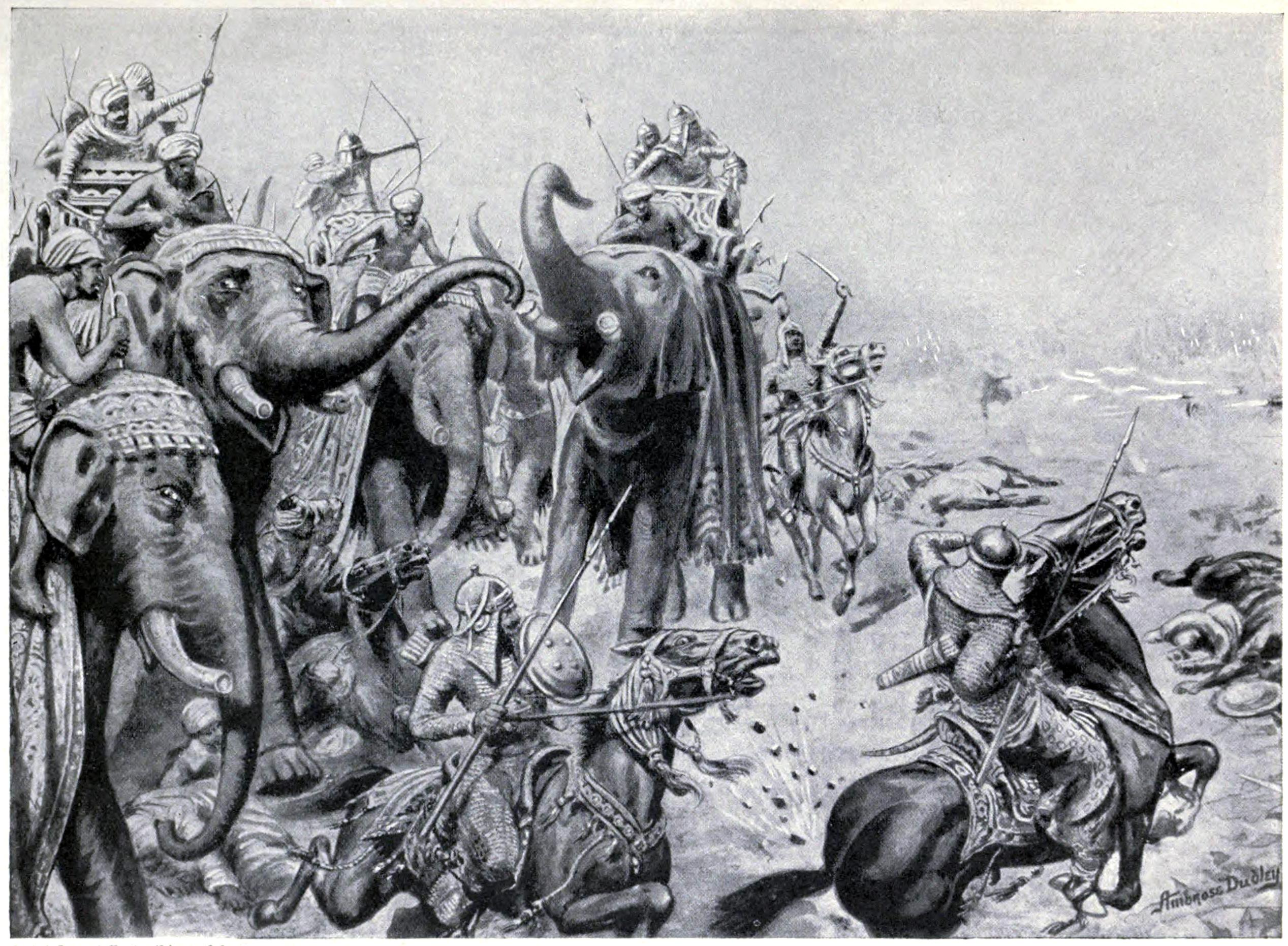
로디군의 전투 코끼리는 화약 폭발음에 놀라 앞으로 쉽사리 나아가지 못했다.

전황은 바부르의 의도대로 되어가고 있었다. 후좌군과 후우군은 그 사이 적군의 뒤로 우회하는 데 성공했고, 좌군과 우군은 적 기병의 공격을 잘 막아내면서 버티고 있었다. 로디군은 숫적 우세를 살리지 못하면서 전열이 흐트러지게 되었다. 이때 바부르는 우회한 후좌군과 후우군, 그리고 중군의 일부를 분리하여 양쪽 측면에서 협공하도록 명령했는데, 이로 인해 로디군은 포위된 형세가 되어 대열이 하나로 뭉쳐져버렸다.
바부르는 포병과 화승총병, 궁수들에게 일제 사격을 명령했고, 로디군 전열의 대부분이 압도적인 화력에 의해 붕괴되었다. 이브라힘 로디는 우익을 돕기 위해 나섰지만 때는 너무 늦었고, 우익의 전멸은 물론이고 자신마저 전사해버리고 말았다. 로디군은 최소 2만 명 이상의 사상자가 나왔지만, 바부르측은 거의 피해를 입지 않았다. 따라서 전투는 바부르의 승리로 끝났다.

### 무굴 제국의 성립

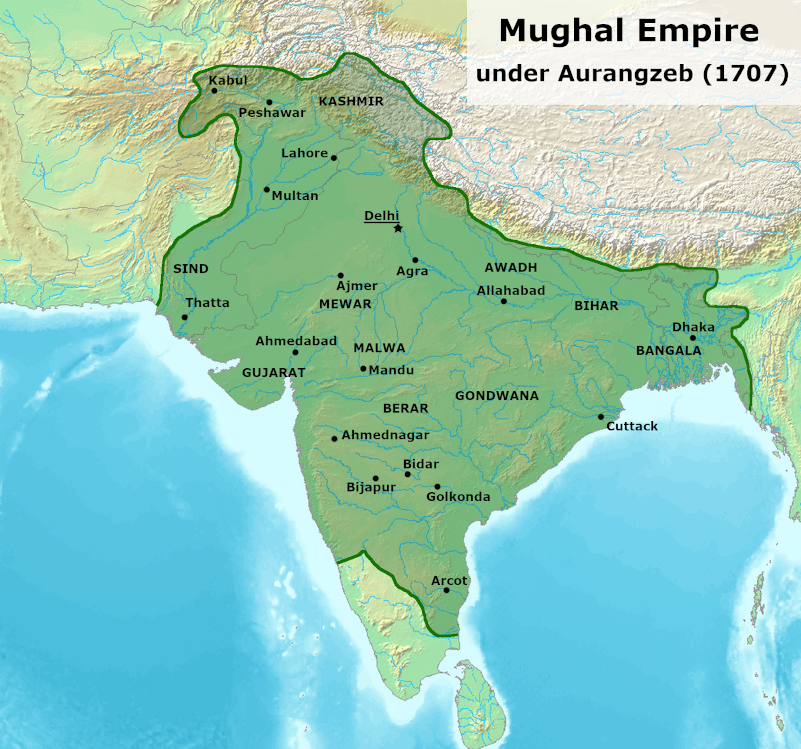
1707년 아우랑제브 사망 당시 최대 판도의 무굴 제국. 무굴 제국은 마우리아 왕조 이후 가장 인도 통일에 근접한 왕조였다.

파니파트 전투 이후, 바부르는 델리와 아그라를 차지한 뒤 스스로 인도의 황제를 자처했다. 이로써 약 수백 년에 걸친 델리 술탄국의 북인도 지배가 막을 내리고, 이후 인도 아대륙 대부분을 통치하게 될 새로운 이슬람 왕조인 무굴 제국이 성립되었다. 무굴 제국은 2대 황제인 후마윤의 치세에 아프간계 수르 제국에게 패배하여 잠시 북인도를 상실하기도 했지만, 사파비 제국의 지원을 받아 다시 델리로 되돌아 올 수 있었다. 3대 황제인 악바르의 통치 기간 동안 무굴 제국은 말와, 구자라트, 벵골을 포함한 북인도의 대부분을 정복했다.
4대 황제인 자한기르와 5대 황제 샤 자한 시기에는 대외 무역이 크게 늘어나고 직물업과 제조업 등이 대단히 발전하여, 경제가 비약적으로 성장했다. 6대 황제 아우랑제브는 남인도 국가들에 대한 정복을 시작했고, 비자푸르와 골콘다, 아삼 등을 정복하면서 무굴 제국을 인도 아대륙 대부분을 지배하는 대제국으로 만들었다. 무굴 제국은 악바르-자한기르-샤 자한-아우랑제브로 이어지는 약 150년 동안의 전성기를 거치며 서아시아의 오스만 제국과 함께 당대의 양대 강국으로 거듭났다.

### 칸와 전투
비록 바부르가 파니파트에서 승리하고 무굴 제국을 건국했다지만, 당시 델리 술탄국은 오래전부터 쇠퇴하고 있었던 상태였으며, 아직도 북인도 곳곳에는 바부르에게 반대하는 토착 세력들이 여럿 있었다. 메와르 왕국의 군주 라나 상가도 그 중 한명이었는데, 그는 델리, 말와, 구자라트의 이슬람 세력들을 18차례나 물리쳤을 뿐만 아니라, 라자스탄-우타르프라데시-신드 등 북서부 인도의 대부분 지역을 장악했고, 분열되어 있던 라지푸트족을 재결합시켰다.
『바부르 나마』에 따르면, 라나 상가는 파니파트 전투 이전에는 이브라힘 로디에 맞서 바부르를 돕겠다고 제안했지만, 바부르가 전투에서 승리하고 델리와 아그라를 점령하자 마음을 바꾼 것으로 보인다. 바부르는 이에 대해 분노했고, 라나 상가가 서로의 합의를 위반했다고 비난했다. 그러나 라지푸트 측의 기록에서는 이와 반대로, 라나 상가가 로디 왕조에 대항하여 성공적으로 승리를 거두었으며 바부르의 도움은 필요없었고, 실제로 바부르가 먼저 라나 상가에게 접근하여 동맹을 맺겠다고 제안했다고 한다.
역사학자 사티시 찬드라(Satish Chandra)는 "라나 상가는 바부르와 로디 왕조가 치열하게 싸우고 있는 틈을 타서 다른 지역들을 점령하려고 했다"거나, "라나 상가는 바부르가 그의 조상이었던 티무르처럼 델리와 아그라의 보물만 약탈하고 떠날 것이라고 생각했을 수도 있다"고 말한다. 어쨋든 간에, 라나 상가는 바부르가 이전의 술탄 마흐무드나 티무르처럼 부유한 인도 지역의 약탈이 아닌 아예 인도를 정복하고 새로운 국가를 성립하는 것이 주 목표라는 것을 알게 되었다. 결국 라나 상가는 바부르를 인도에서 쫒아버린 후 자신이 북인도의 패자가 되기 위해, 모든 라지푸트 영주들과 군사 동맹을 맺고 1527년 초엽 10만 군사를 일으켜 아그라로 진격했다.
아프간인들을 상대하기 위해 아들 후마윤을 파견했던 바부르는, 라나 상가가 10만 대군을 이끌고 아그라로 진격한다는 소식을 듣고 그를 급히 소환했다. 그 후 바부르는 아그라 외곽의 요새 지역인 돌푸르, 굴리아르, 바야나를 점령하기 위해 분견대를 보냈다. 돌푸르와 굴리아르는 저항 없이 항복했지만, 바야나의 총독 니잠 칸은 바부르와 라나 상가를 상대로 협상을 하면서 시간을 끌었다. 1527년 2월 21일, 바야나에 파견되었던 바부르의 분견대는 라나 상가에 의해 패배했다.
'이교도 군대의 용기와 군세'는 바부르 군대를 동요하게 만들었다. 바부르 군대의 아프간인들은 도망쳤고, 튀르크인들은 '이교도의 땅'을 지키는 것에 대해 불평하며 지금이라도 수많은 전리품들을 가지고 카불로 후퇴하자고 말했다. 회고록에서, 바부르는 "그 누구로부터도 남자답거나 용감한 말따위는 듣지 못했다."고 기록했다. 이에 바부르는 병사들의 사기를 북돋우기 위해, 결사항전할 것을 천명하며 지하드(성전)를 위한 용기를 호소했다. 또한 술잔을 깨뜨리고 모든 술통의 술을 땅에 쏟아버림으로써 자신이 독실한 무슬림임을 증명했다. 이러한 바부르의 단호한 행동과 절실한 호소에, 바부르군의 병사들은 두려움을 떨쳐버리고 사기를 회복할 수 있었다.
전면에서 싸운다면 막강한 라지푸트 군대의 돌격에 휩쓸릴 수 있다는 것을 알았기 때문에, 바부르는 화승총과 대포를 사용하여 적들의 전열을 붕괴시킨 다음, 그들의 사기가 무너졌을 때 역습할 방어 전략을 계획했다. 바부르는 이전의 파니파트 전투처럼 수레를 연결함으로써 임시 방벽을 만들었다. 차이점은 이번에는 수레가 더욱 튼튼한 쇠사슬로 연결되었고, 포방패(Mantlet)로 단단히 고정한 대포가 배치되어 전선이 더욱 강화되었다는 것이었다. 한편 이전과 마찬가지로 수레의 간격 사이에는 화승총 사수들과 궁수들이 배치되어 있었고, 그 뒤에는 예비대로 출격할 튀르크 중기병들이 있었다. 또한 정예 기병대를 2개로 나눈 뒤, 나중에 전장을 우회하여 적들의 후방을 공격하도록 했다. 따라서 바부르는 강력한 수비 대형을 구축할 수 있었다.
1527년 2월 16일, 양측은 아그라에서 40km 떨어진 칸와(Khanwa)에서 격돌했다. 라나 상가는 초반에 곧바로 무굴 군대를 향해 돌격했다. 그러나 그의 군대는 무굴 화승총병들에게 쓸려나갔고, 화약 무기의 소음은 라지푸트 군대의 말과 코끼리들에게 공포를 유발하여 그들이 아군을 짓밟게 만들었다. 그러자 라나 상가는 무굴 군대를 전면으로 공격하는 것이 불가능하다고 판단하고, 부하들에게 무굴 군대의 측면을 공격하도록 했다. 하지만 바부르군이 화약무기의 사용으로 먼 곳에서도 공격을 할 수 있었던 것에 반해, 라지푸트군은 비교적 가까운 거리에서만 공격할 수 있었다.
이 무렵, 라나 상가의 부하 중 한명이 그를 배신하고 3만 명의 병력과 함께 무굴 측에 합류하였다. 설상가상으로 라나 상가는 전투 도중 총탄에 맞아 의식을 잃었다. 이러한 상황은 라지푸트 군대에 큰 혼란과 동요를 불러 일으켰다. 휘하의 부족장이 대신 전투를 이끌었는데, 그는 무리하게 바부르군의 측면을 돌파하려 하였지만 참호와 목책 등으로 견고하게 요새화된 측면을 뚫을 수는 없었다.
자두나트 사르카르(Jadunath Sarkar)라는 역사가는 이에 대해서 다음과 같이 평했다.

중앙 부분에서, 라지푸트군은 최소한의 반격도 하지 못한 채 계속 쓰러져나갔다...(중략) 바부르군은 절망적일 정도로 무기가 뛰어났고, 라지푸트군의 밀집 대형은 일방적인 학살만을 불러 일으킬 뿐이었다.

라지푸트군이 충분히 지치고 약화되었음을 알아챈 바부르는 전 부대에 공세로 전환할 것을 명령했다. 비록 라지푸트군이 공격받는 와중에도 필사적인 돌격을 감행해 적지 않은 피해를 입었지만, 결국 승리한 것은 바부르였다. 몇 시간 동안 이어진 긴 전투 끝에 지친 라지푸트군은 바부르의 공세에 밀려버렸고, 대부분의 고위 지휘관을 포함한 수많은 전사자가 발생했다. 그 시체가 바야나, 알와르, 메와르까지 발견될 정도였다.
부하들에 의해 구출된 라나 상가는 의식을 회복한 뒤 치토르에서 바부르와의 일전을 다시 한번 준비하고자 했으나, 이를 원하지 않던 귀족들에 의해 1528년에 독살당했다. 많은 역사학자들이 바부르의 독살설을 의심하지만, 바부르 자신이 남인도의 힌두 제국인 비자야나가라 제국의 크리슈나 데바라야와 함께 라나 상가를 인도에서 가장 훌륭한 비무슬림 군주 중 한명으로 인정했다는 점에서 신빙성이 조금 떨어진다.
칸와 전투는 파니파트 전투와 함께, 어쩌면 그보다 더 중요한 인도 역사상 가장 중요한 전투 중 하나였으며 무굴 제국 북인도 정복의 분수령이었다. 라나 상가를 패배시킴으로써, 바부르는 북인도에서의 세력을 확고하게 할 수 있었다.

## 죽음
바부르의 정복 활동은 칸와 전투 이후에도 계속되었다. 1528년에는 말와를 정복했고, 1529년에는 이브라힘 로디의 동생 마흐무드가 이끄는 연합군과 벵골 술탄국의 술탄 누스라트 샤를 격파했다. 그러나 여기까지였다. 아프간계 잔존 세력들을 격파하면서 북인도 지방을 안정화시키기 위해 노력하던 바부르는 1530년 열병에 걸려 향년 47세의 나이로 숨을 거두었다. 그의 사후 장남 후마윤이 뒤를 이어 무굴 제국의 황제로 즉위했다. 바부르의 유해는 처음에는 아그라에 묻혔지만, 그의 바람에 따라 카불로 옮겨졌고 1539~1544년 사이에 카불 내에 위치한 '바부르의 정원(Bagh-e Babur)'으로 또다시 이장되었다.

## 유산
티무르 왕조의 일원이었던 바부르는 페르시아 문화의 영향을 크게 받았는데, 그가 정복 활동을 전개하는 과정에서 북인도에 페르시아 문화가 널리 퍼지게 되었다. 그는 티무르 르네상스의 계승자로서 인도의 종교, 예술, 문학, 사회 등의 분야에 큰 흔적을 남겼다.
F. 레만은 『Encyclopædia Iranica』에서 다음과 같이 말하고 있다.

그의 기원과 주변 환경, 생애는 페르시아 문화에 깊이 스며들어 있었기 때문에, 바부르는 그의 후손인 인도의 무굴 제국에 의한 이 문화의 성장과 훌륭한 문학적-예술적-역사적인 결과와 함께 인도 아대륙에서의 페르시아 문화 영향력의 확장에 큰 책임이 있었다.

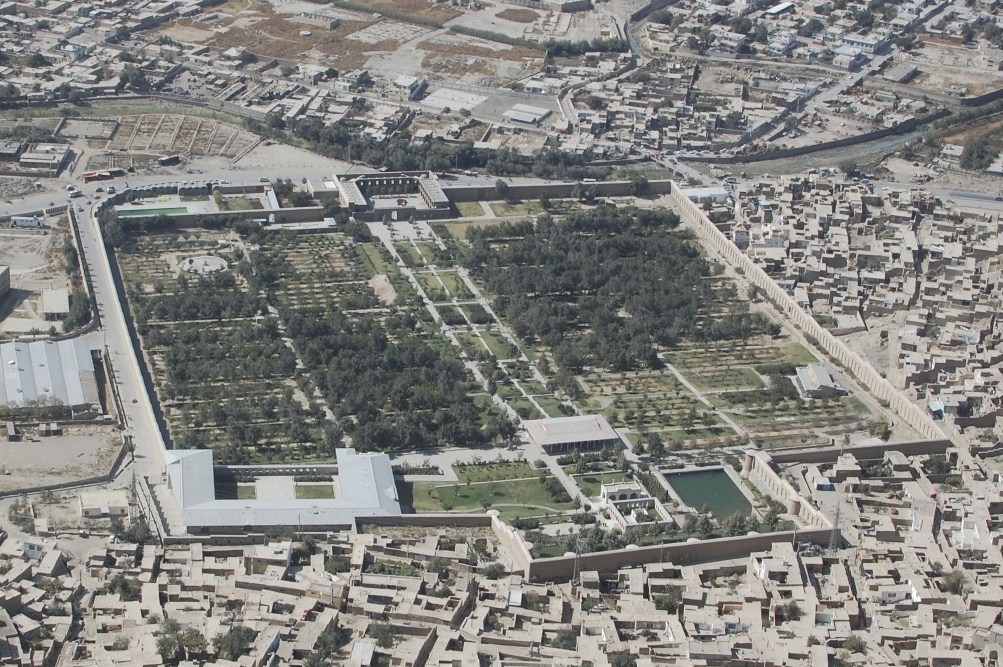
바부르가 카불에 건설한 '바부르의 정원' 전경. 십자축으로 4분할되는 정원의 비례와 대칭적 배치가 돋보인다.

상대적으로 평화로웠던 카불 왕국 시기에, 바부르는 문학, 예술, 음악, 정원 가꾸기를 즐겼다. 특히 그가 지었던 정원이자 그가 묻힌 장소인 '바부르의 정원'은 훌륭한 건축물로서 오늘날까지 인기가 있는데, 정원에는 여러 계단식 건물과 작은 모스크, 넓은 산책 공간들이 구비되어 있다. '바부르의 정원'은 이후 무굴 제국의 성지로 여겨져 자한기르, 샤 자한 등 후임 황제들이 순례를 오곤 하였다. 무굴 제국 시대를 거치면서 정원을 가로지르는 수도가 조성되고 여러 초목들이 심겨졌으며 정원을 둘러싼 담장이 설치되었다.
이전에 헤라트에 잠시 머물렀을 때 금욕을 유지하면서 술을 마시지 않은 바부르였지만, 서른 살에 처음 술을 맛보고 나서는 규칙적으로 술을 마셨을 뿐만 아니라, 술 잔치를 개최하고 아편으로 만든 약 등을 먹기 시작했다. 그러나 칸와 전투 이전에 그는 술을 단호하게 끊었고, 다른 신하들에게도 술을 끊을 것을 요구했다. 하지만 그는 마약성 약품을 섭취하는 것은 멈추지 않았다.
바부르는 우즈베키스탄에서 국가적인 영웅으로 여겨진다. 2008년 2월 14일, 그의 525번째 생일을 기념하기 위해 그의 이름으로 된 우표가 발행되었을 정도였다. 바부르가 집필한 그의 수많은 시들은 인기있는 우즈벡 민요로 재탄생되었다. 몇몇 기록들은 바부르가 키르기스스탄에서도 국가적 영웅이라고 주장하기도 한다. 2005년 10월, 파키스탄은 바부르를 기리기 위해 그의 이름을 붙인 바부르 순항 유도탄을 개발했다.
한편 바부르는 문학에 대해 깊은 관심과 사랑을 가졌던 군주 중 하나였다. 그의 소유물 중 도서관은 그가 가장 사랑하는 것들 중 하나였고, 책들은 그가 새로운 정복지에서 찾는 가치있는 보물들이었다. 그의 회고록에서, 그는 새로 정복된 영토의 사람들을 열거할 때 군주, 귀족 뿐만 아니라 시인과 음악가를 언급하기도 했다.
47년의 삶 동안, 바부르는 그의 유명한 회고록이자 자서전인 『바부르나마』를 포함하여, 아름다운 서정시나 가잘(ghazal), 이슬람 율법에 대한 논문(Mubayyin), 시학(Aruz risolasi), 몇몇 음악, 그리고 khatt-i Baburi로 알려진 특별한 서예 등 풍부한 문학 작품들을 남겼다.

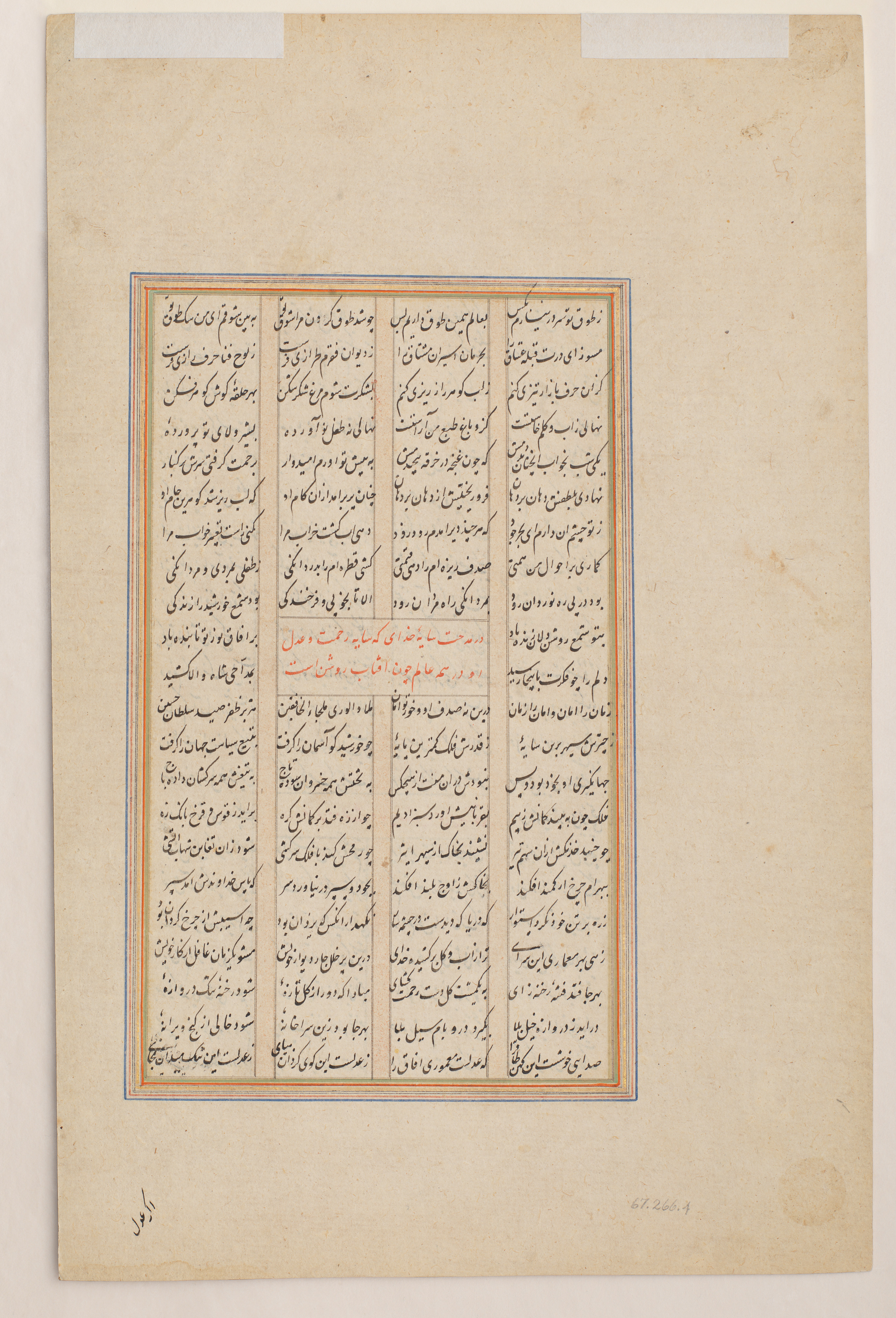
『바부르나마』의 페이지 중 한 장. 『바부르나마』는 회고록 겸 전기 뿐만 아니라 그가 살았던 지역의 역사와 지리, 만났던 사람들, 천문학, 전술, 군사, 무기와 전투, 시와 그림 등 다양한 주제를 다루고 있다

『바부르나마』는 당시 문학어였던 차가타이어로 쓰여졌지만, 나중에 그의 손자인 악바르 대제 시기에 무굴 궁정의 일반적인 문학어였던 페르시아어로 번역되었다. 그러나 『바부르나마』에 있는 차가타이어 산문들은 문장 구조, 어휘, 형태 등에서 이미 고도로 페르시아화되어 있으며, 페르시아어로 구성된 여러 구절이나 작은 시들도 있다.